# Royal Rumble (2023)
Royal Rumble 2023 là sự kiện phát trực tiếp và trả tiền theo lượt xem đấu vật chuyên nghiệp hàng năm lần thứ 36 của Royal Rumble do WWE sản xuất. Nó sẽ được tổ chức cho các đô vật từ các bộ phận thương hiệu Raw và SmackDown. Sự kiện này sẽ diễn ra vào Thứ Bảy, ngày 28 tháng 1 năm 2023, tại Alamodome ở San Antonio, Texas như một phần của lễ kỷ niệm 30 năm thành lập Alamodome. Đây sẽ là sự kiện Royal Rumble thứ tư được tổ chức tại San Antonio sau các sự kiện năm 1997, 2007 và 2017 và là sự kiện thứ ba diễn ra tại Alamodome, sau năm 1997 và 2017. Sự kiện này sẽ là sự kiện đầu tiên được phát trực tiếp trên Binge dưới dạng WWE Network tại Úc đã hợp nhất với Binge, một dịch vụ phát trực tuyến thuộc sở hữu của Foxtel, chủ bản quyền của WWE tại Úc.
Theo truyền thống, người chiến thắng trận đấu Royal Rumble sẽ nhận được trận đấu tranh chức vô địch thế giới tại WrestleMania năm đó. Đối với sự kiện năm 2023, những người chiến thắng trong cả hai trận đấu của nam và nữ sẽ được lựa chọn thách thức chức vô địch thế giới nào tại WrestleMania 39. Nam có thể chọn thách đấu đai WWE Championship của Raw hoặc WWE Universal Championship của SmackDown—hiện đang được tổ chức và bảo vệ cùng nhau với tư cách là Undisputed WWE Universal Championship—trong khi nữ có quyền lựa chọn tranh đai giữa Raw hoặc SmackDown Women's Championship.

## Sản xuất
Royal Rumble là sự kiện được WWE tổ chức vào tháng 1 hàng năm kể từ năm 1988. Đây là một trong năm sự kiện lớn nhất trong năm cùng với WrestleMania, SummerSlam, Survivor Series và Money in the Bank, được gọi là "Big Five". Được công bố vào ngày 7 tháng 9 năm 2022, Royal Rumble lần thứ 36 dự kiến được tổ chức vào Thứ Bảy, ngày 28 tháng 1 năm 2023, tại Alamodome ở San Antonio, Texas như một phần của lễ kỷ niệm 30 năm thành lập Alamodome. Nó sẽ có sự góp mặt của các đô vật từ các thương hiệu Raw và SmackDown. Ngoài việc phát sóng trả tiền cho mỗi lần xem trên toàn thế giới, ngoài ra được phát trực tiếp trên Peacock ở Hoa Kỳ và WWE Network ở các thị trường quốc tế. Đây cũng sẽ là PPV đầu tiên của WWE được phát sóng trên Binge ở Úc sau khi phiên bản WWE Network của Úc hợp nhất với kênh Binge của Foxtel vào ngày 23 tháng 1. Vé đã được bán vào ngày 30 tháng 9 với các gói khách sạn cao cấp cũng có sẵn.

## Tổ chức
| Vai trò                          | Tên                                             |
| -------------------------------- | ----------------------------------------------- |
| Bình luận viên tiếng Anh         | Corey Graves                                    |
| Bình luận viên tiếng Anh         | Michael Cole                                    |
| Bình luận viên tiếng Anh         | Pat McAfee                                      |
| Bình luận viên tiếng Tây Ban Nha | Marcelo Rodriguez                               |
| Bình luận viên tiếng Tây Ban Nha | Jerry Soto                                      |
| Thông báo viên sàn đấu           | Mike Rome (Raw/Men's Royal Rumble)              |
| Thông báo viên sàn đấu           | Samantha Irvin (SmackDown/Women's Royal Rumble) |
| Trọng tài                        | Danilo Anfibio                                  |
| Trọng tài                        | Jason Ayers                                     |
| Trọng tài                        | Shawn Bennett                                   |
| Trọng tài                        | Dan Engler                                      |
| Trọng tài                        | Daphne Lashaunn                                 |
| Trọng tài                        | Eddie Orengo                                    |
| Trọng tài                        | Chad Patton                                     |
| Trọng tài                        | Charles Robinson                                |
| Trọng tài                        | Ryan Tran                                       |
| Trọng tài                        | Rod Zapata                                      |
| Người điều khiển trước trận đấu  | Kayla Braxton                                   |
| Người điều khiển trước trận đấu  | Kevin Patrick                                   |
| Người điều khiển trước trận đấu  | Peter Rosenberg                                 |
| Người điều khiển trước trận đấu  | Booker T                                        |
| Người điều khiển trước trận đấu  | Jerry Lawler                                    |

### Các trận đấu sơ bộ
Sự kiện bắt đầu với trận đấu Royal Rumble nam cho trận tranh đai vô địch thế giới nam tại WrestleMania 39. Gunther ở vị trí thứ nhất và Sheamus ở vị trí thứ hai bắt đầu trận đấu. Tiếp theo là The Miz, tiếp theo là Kofi Kingston và Johnny Gargano. Sheamus đã biểu diễn 10 Beats of the Bodhran và với sự giúp đỡ của Gargano, đã loại The Miz. Người tham gia thứ sáu, Xavier Woods, trêu chọc việc đối đầu với Kingston, nhưng thay vào đó họ chơi trước đám đông. Karrion Kross ở vị trí thứ bảy, tiếp theo lần lượt là Chad Gable và Drew McIntyre, những người đã loại Kross. Santos Escobar ở vị trí thứ 10, tiếp theo là Angelo Dawkins. Sheamus cố gắng loại Woods, người vẫn ở trên sàn đấu, nhưng Gunther đã hạ gục anh ta để loại Woods. Gunther sau đó đặt Kingston lên chiếc ghế văn phòng ở ngoài sàn đấu để loại anh ta. Brock Lesnar ở vị trí thứ 12 và loại Escobar, Dawkins và Gable trước khi hạ gục Gunther. Người tham gia tiếp theo, Bobby Lashley, đã loại Lesnar, người đã tấn công một đô vật khác ở vị trí thứ 14 là Baron Corbin, và tấn công một trọng tài trước khi rời sàn đấu. Người ở vị trí thứ 15, Seth "Freakin" Rollins, đã loại Corbin trước khi người tham gia tiếp theo, Otis, áp đảo những người khác. Rey Mysterio được cho là sẽ tham gia ở vị trí thứ 17, nhưng anh ta đã không xuất hiện do bị tấn công bởi con trai anh ta, Dominik Mysterio, người bước vào vị trí tiếp theo khi đeo mặt nạ của Rey. Khi điều đó xảy ra, Sheamus đã loại Otis. Elias ở vị trí thứ 19 và đập cây đàn vào lưng Gunther, nhưng bị loại bởi McIntyre và Sheamus trước khi Finn Bálor tham gia ở vị trí thứ 20. Bálor và Dominik đã loại Gargano trước bình luận viên NXT và WWE Hall of Fame Booker T ở vị trí thứ 21 với tư cách là một thí sinh bất ngờ. Anh ta nhanh chóng bị Gunther loại. Damian Priest bước vào tiếp theo, và anh ta cùng với Bálor và Dominik tiếp tục áp đảo trận đấu, bao gồm cả việc loại Montez Ford, cho đến khi Edge, trong lần xuất hiện đầu tiên kể từ khi thua Bálor tại Extreme Rules, ở vị trí thứ 24. Anh ta đã loại Bálor và Priest và cố gắng loại Dominik, nhưng Bálor và Priest đã giúp Dominik loại bỏ Edge từ bên ngoài. Sau đó, Edge ẩu đả với Bálor, Dominik và Priest ở khu vực sân khấu. Khi Austin Theory bước vào tiếp theo, Rhea Ripley hạ gục Edge cho đến khi vợ của Edge, Beth Phoenix, thực hiện cú Spear vào Ripley. Omos ở vị trí thứ 26 và áp đảo các đối thủ trước khi bị loại bởi người tiếp theo, Braun Strowman. Ricochet ở vị trí thứ 28. McIntyre và Sheamus cố gắng loại Strowman, nhưng Gunther đã phá vỡ nó. Khi McIntyre cứu Sheamus khỏi bị loại, Gunther xô McIntyre qua sợi dây trên cùng, loại anh ta và Sheamus. Logan Paul, trong lần xuất hiện đầu tiên kể từ Crown Jewel vào tháng 11 năm 2022, bước vào vị trí tiếp theo, nhưng nhanh chóng bị các đối thủ khác áp đảo. Cuối cùng, Cody Rhodes xuất hiện ở vị trí cuối cùng. Rhodes biểu diễn cú Cross Rhodes trên Dominik trước khi loại anh ta khỏi trận đấu. Gunther biểu diễn cú Last Symphony trên Strowman. Ricochet và Paul nhảy khỏi sợi dây thừng trên cùng từ hai phía và va vào nhau. Rhodes đã loại Strowman, sau đó, Ricochet chiến đấu với Rhodes, chỉ để bị Theory loại. Ngay sau đó, Gunther đã phá kỷ lục của Rey Mysterio về thời gian thi đấu lâu nhất trong một trận đấu Royal Rumble. Bốn người cuối cùng là Rhodes, Gunther, Rollins và Paul. Sau khi Paul loại Rollins, Rhodes đã thực hiện cú Cross Rhodes lên Paul và loại anh ta. Trong những khoảnh khắc cuối, sau một trận chiến dài giữa Gunther và Rhodes, Rhodes đã biểu diễn cú Cross Rhodes trên Gunther và hạ gục anh ta khỏi sàn đấu để giành chiến thắng trong trận đấu và giành cho mình một trận tranh chức vô địch thế giới của nam tại WrestleMania 39. Rhodes cũng đã trở thành người thứ năm giành chiến thắng trong lịch sử các trận đấu khi xuất phát ở vị trí thứ 30.
LA Knight đối mặt với Bray Wyatt trong trận đấu Mountain Dew Pitch Black. Trong trận đấu, Knight đã nhảy ra khỏi hàng rào để quật Wyatt và chính anh ta vào bàn bình luận. Cuối cùng, Wyatt tung cú Sister Abigail vào Knight để giành chiến thắng. Sau trận đấu, Knight tấn công Wyatt bằng một cây gậy kiếm đạo, nhưng bị phản công bằng đòn Mandible Claw. Sau đó, Uncle Howdy xuất hiện và thực hiện màn coffin drop off of a raised platform xuống LA Knight. Các nhân vật Firefly FunHouse đang quan sát từ trên cao.
Bianca Belair bảo vệ đai Raw Women's Championship trước Alexa Bliss. Trong trận đấu, Bliss đã thực hiện cú DDT vào Belair. Cuối cùng, Bliss đã cố gắng tấn công bằng cú Sister Abigail, nhưng Belair đã chặn và đáp trả bằng cú Kiss of Death  lên Bliss để giữ lại danh hiệu. Sau trận đấu, một đoạn video được phát với các clip về Bliss ma quái, và Uncle Howdy đã nói với Bliss rằng liệu cô ấy có chịu trách nhiệm hay không.
Trận đấu áp chót là trận Royal Rumble nữ cho trận tranh đai vô địch thế giới nữ tại WrestleMania 39. Rhea Ripley ở vị trí thứ 1 và Liv Morgan ở vị trí thứ 2 bắt đầu trận đấu. Dana Brooke tham gia tiếp theo, tiếp theo là Emma, trong trận đấu Royal Rumble đầu tiên của cô ấy. Shayna Baszler ở vị trí thứ 5, tiếp theo là Bayley và Hit Row's B-Fab. B-Fab nhanh chóng bị Ripley loại. NXT Women's Champion Roxanne Perez là một thí sinh bất ngờ ở vị trí thứ 8. Các đồng đội Damage CTRL của Bayley, Dakota Kai ở vị trí thứ 8 và Iyo Sky ở vị trí thứ 9, tham gia trận đấu và cả ba thành viên của Damage CTRL đã hợp tác để loại Brooke, Emma và Perez. Natalya bước vào tiếp theo, tiếp theo là Candice LeRae. Bayley, Kai và Sky đã loại cả Natalya và Baszler trước khi Zoey Stark của NXT vào ở vị trí thứ 13. Xia Li vào tiếp theo và loại LeRae trước Becky Lynch vào ở vị trí thứ 15. Tuy nhiên, Bayley, Kai và Sky đã tấn công Lynch và đẩy cô ấy qua bàn bình luận. Người tham gia tiếp theo là Tegan Nox, tiếp theo là Asuka và Piper Niven (trước đây được gọi là Doudrop, và giữ nguyên tên mà cô ấy đã sử dụng trong NXT UK). Tamina đứng ở vị trí thứ 19, nhưng bị các đối thủ khác áp đảo về số lượng. Chelsea Green trở lại vào tiếp theo, nhưng nhanh chóng bị Ripley loại sau 5 giây, lập kỷ lục về thời gian tham gia Women's Rumble ngắn nhất. Sau khi Lynch loại Kai và Sky, Bayley loại Lynch, nhưng bị Morgan loại ngay sau đó. Sau đó, Lynch ẩu đả với Damage CTRL, khiến họ rơi ra khỏi sàn đấu trước khi Zelina Vega bước vào tiếp theo. Raquel Rodriguez đứng thứ 22, tiếp theo là Mia Yim. Lacey Evans đứng thứ 24, theo sau là Michelle McCool, người có mặt trong đám đông. McCool đã loại Tamina trước khi Indi Hartwell của NXT xuất hiện. Sonya Deville ở vị trí thứ 27, sau đó, Deville loại Stark. Evans đã áp dụng cú Cobra Clutch lên Vega trước khi loại cô ấy. Shotzi, người đã bình phục chấn thương tay vào tháng 12, ở vị trí thứ 28. Khi Hartwell thực hiện cú springboard, Deville đã loại cô ấy. Nikki Cross vào tiếp theo và thống trị mọi người trước Nia Jax, trong lần xuất hiện WWE đầu tiên kể từ tháng 9 năm 2021, vào cuối cùng. Ripley thực hiện đòn Riptide lên Jax, sau đó, tất cả các đô vật khác đã loại cô ấy khỏi trận đấu. Rodriguez loại Evans trước khi Asuka loại Deville. Ripley loại McCool, và Yim thực hiện cú Eat Defeat trên Shotzi để loại cô ấy, sau đó, Ripley ném Yim vào Shotzi để loại cô ấy. Sau trận chiến giữa Rodriguez và Niven, Rodriguez đã loại Niven. Khi Rodriguez cố gắng tung cú Texana Bomb vào Ripley, Ripley đã kéo cô ấy qua sợi dây thừng trên cùng và loại cô ấy. Bốn người cuối cùng là Ripley, Morgan, Cross và Asuka. Asuka nhanh chóng loại bỏ Cross, và trong những khoảnh khắc kết thúc, Asuka đã tạo ra một làn sương mù vào Morgan, điều này tạo cơ hội cho Ripley loại bỏ Asuka. Ripley sau đó lật Morgan xuống sàn để giành chiến thắng trong trận đấu và giành cho mình một trận tranh chức vô địch nữ tại WrestleMania 39. Chiến thắng này khiến Ripley trở thành người phụ nữ đầu tiên giành chiến thắng trong trận Royal Rumble dành cho nữ ở vị trí số 1 (và là người thứ tư làm được điều đó), đồng thời chứng kiến cô ấy và Morgan dành thời gian lâu nhất trong trận đấu của nữ là 1:01:08, đánh bại kỷ lục trước đó của Bianca Belair là 57 phút 10 giây. Ngoài ra, đây là lần thứ tư những người tham gia ở vị trí số 1 và 2 kéo dài toàn bộ trận đấu và kết thúc với tư cách là hai người cuối cùng (lần cuối xảy ra vào các năm 1995, 1999 và 2021).

### Trận đấu tâm điểm
Roman Reigns bảo vệ đai vô địch Undisputed WWE Universal Championship trước Kevin Owens. Khi Owens cố gắng thực hiện động tác tương tự, Reigns đã tránh được nó và thực hiện một cú spear vào Owens. Khi Reigns cố gắng thực hiện cú spear khác, Owens đã chặn anh ta bằng cú thúc đầu gối vào mặt và đẩy Reigns vào trọng tài, khiến trọng tài mất phương hướng. Owens sau đó thực hiện cú pop-up powerbomb vào Reigns, nhưng không có trọng tài nào ở đó để đếm. Reigns sau đó thực hiện một cú đánh vào chỗ hiểm vào Owens, người đã hồi phục và thực hiện một cú stunner vào Reigns và suýt giành chiến thắng. Owens định tung cú pop-up powerbomb khác, nhưng Reigns đã chặn anh ta bằng cú Superman Punch và spear thứ hai. Trong khi Owens bị phân tâm bởi Sami Zayn, Reigns đã thúc Owens làm đổ hàng rào. Owens đã đi đến phía bên kia của sàn đấu, nơi Reigns đập đầu Owens vào các bậc thang thép nhiều lần. Cuối cùng, Owens đã tát Reigns, người đã đáp trả bằng cú spear thứ ba vào Owens để giữ lại danh hiệu.
Sau trận đấu, The Bloodline đã hạ gục Owens, với The Usos (Jey Uso và Jimmy Uso) và Solo Sikoa tung cú the damage. Owens sau đó bị còng tay vào dây thừng, và Reigns định dùng chiếc ghế sắt đập vào đầu anh ta. Sami Zayn đã can thiệp và nói với Reigns rằng Owens chịu đựng quá đủ và một cuộc tấn công man rợ như vậy là không phù hợp với một người có địa vị như Reigns. Reigns sau đó bảo Zayn thực hiện cú bắn vào chiếc ghế sắt như một cách để chứng minh lòng trung thành của anh ấy với Bloodline. Zayn do dự, và Reigns sau đó bắt đầu mắng mỏ Zayn, chỉ ra rằng Reigns và The Bloodline đã giúp ích rất nhiều cho Zayn trong việc nâng tầm sự nghiệp của anh ấy. Zayn sau đó dùng ghế sắt đánh Reigns, khiến toàn bộ The Bloodline (ngoại trừ Jey Uso, người rất thích Zayn) hội đồng Zayn. Jey rời sàn đấu và Sami bị loại khỏi The Bloodline. Reigns, The Usos và Sikoa rời khỏi sàn đấu vào trong khi Owens và Zayn nằm trên sàn đấu khi sự kiện kết thúc.

## Kết quả
| #                                           | Kết quả                                                                                | Thể loại | Thời gian |
| ------------------------------------------- | -------------------------------------------------------------------------------------- | --- | --------- |
| 1                                           | Cody Rhodes chiến thắng sau khi loại Gunther                                           | Trận đấu Royal Rumble dành cho 30 đô vật nam tìm ra đô vật chiến thắng và giành trận đấu tranh đai vô địch nam tại WrestleMania 39 | 1:11:42   |
| 2                                           | Bray Wyatt đánh bại LA Knight bằng đòn kết liễu                                        | Trận đấu Mountain Dew Pitch Black                                                                                                  | 5:05      |
| 3                                           | Bianca Belair (c) đánh bại Alexa Bliss bằng đòn kết liễu                               | Trận đấu đơn tranh đai WWE Raw Women's Championship                                                                                | 7:35      |
| 4                                           | Rhea Ripley chiến thắng sau khi loại Liv Morgan                                        | Trận đấu Royal Rumble dành cho 30 đô vật nữ tìm ra đô vật chiến thắng và giành trận đấu tranh đai vô địch nữ tại WrestleMania 39   | 1:01:03   |
| 5                                           | Roman Reigns (c) (với Paul Heyman và Sami Zayn) đánh bại Kevin Owens bằng đòn kết liễu | Trận đấu đơn tranh đai Undisputed WWE Universal Championship                                                                       | 19:15     |
| - (c) – chỉ người vô địch bước vào trận đấu |                                                                                        | |           |

### Trận đấu Royal Rumble nam
– Raw
     – SmackDown
     – NXT
     – Người chiến thắng
(HOF) – WWE Hall of Fame – Giới thiệu
| Thứ tự tham gia | Đô vật                | Thương hiệu | Thứ tự bị loại | Bị loại bởi                    | Thời gian | Số người đô vật đã loại |
| --------------- | --------------------- | ----------- | -------------- | ------------------------------ | --------- | ----------------------- |
| 1               | Gunther               | SmackDown   | 29             | Cody Rhodes                    | 1:11:40   | 5                       |
| 2               | Sheamus               | SmackDown   | 21             | Drew McIntyre và Gunther       | 52:33     | 3                       |
| 3               | The Miz               | Raw         | 1              | Sheamus                        | 04:23     | 0                       |
| 4               | Kofi Kingston         | SmackDown   | 4              | Gunther                        | 14:51     | 0                       |
| 5               | Johnny Gargano        | Raw         | 14             | Dominik Mysterio và Finn Bálor | 29:57     | 0                       |
| 6               | Xavier Woods          | SmackDown   | 3              | Gunther                        | 10:29     | 0                       |
| 7               | Karrion Kross         | SmackDown   | 2              | Drew McIntyre                  | 04:11     | 0                       |
| 8               | Chad Gable            | Raw         | 7              | Brock Lesnar                   | 08:42     | 0                       |
| 9               | Drew McIntyre         | SmackDown   | 22             | Gunther                        | 39:10     | 4                       |
| 10              | Santos Escobar        | SmackDown   | 5              | Brock Lesnar                   | 04:56     | 0                       |
| 11              | Angelo Dawkins        | Raw         | 6              | Brock Lesnar                   | 02:28     | 0                       |
| 12              | Brock Lesnar          | Raw         | 8              | Bobby Lashley                  | 02:28     | 3                       |
| 13              | Bobby Lashley         | Raw         | 11             | Seth "Freakin" Rollins         | 07:14     | 1                       |
| 14              | Baron Corbin          | Raw         | 9              | Seth "Freakin" Rollins         | 00:07     | 0                       |
| 15              | Seth "Freakin" Rollin | Raw         | 27             | Logan Paul                     | 37:18     | 2                       |
| 16              | Otis                  | Raw         | 12             | Drew McIntyre và Sheamus       | 03:08     | 0                       |
| 17              | Rey Mysterio          | SmackDown   | 10             | Không thể tham gia             | 00:00     | 0                       |
| 18              | Dominik Mysterio      | Raw         | 23             | Cody Rhodes                    | 25:44     | 1                       |
| 19              | Elias                 | Raw         | 13             | Drew McIntyre và Sheamus       | 00:39     | 0                       |
| 20              | Finn Bálor            | Raw         | 18             | Edge                           | 07:45     | 2                       |
| 21              | Booker T              | NXT (HOF)   | 15             | Gunther                        | 00:42     | 0                       |
| 22              | Damian Priest         | Raw         | 17             | Edge                           | 04:03     | 1                       |
| 23              | Montez Ford           | Raw         | 16             | Damian Priest                  | 00:44     | 0                       |
| 24              | Edge                  | Raw (HOF)   | 19             | Finn Bálor                     | 01:04     | 2                       |
| 25              | Austin Theory         | Raw         | 26             | Cody Rhodes                    | 15:39     | 1                       |
| 26              | Omos                  | Raw         | 20             | Braun Strowman                 | 02:26     | 0                       |
| 27              | Braun Strowman        | SmackDown   | 24             | Cody Rhodes                    | 11:12     | 1                       |
| 28              | Ricochet              | SmackDown   | 25             | Austin Theory                  | 09:14     | 0                       |
| 29              | Logan Paul            | Raw         | 28             | Cody Rhodes                    | 10:57     | 1                       |
| 30              | Cody Rhodes           | Raw         | —              | Người chiến thắng              | 15:08     | 5                       |

^ Rey Mysterio không tham gia trận đấu có thể do bị tấn công bởi Dominik Mysterio hoặc nhóm The Judgment Day.

^ Finn Bálor đã bị loại khi anh ta loại Edge.

### Trận đấu Royal Rumble nữ
– Raw
     – SmackDown
     – NXT
     – Đô vật tự do
     – Người chiến thắng
| Thứ tự tham gia | Đô vật           | Thương hiệu  | Thứ tự bị loại | Bị loại bởi | Thời gian | Số người đô vật đã loại |
| --------------- | ---------------- | ------------ | -------------- | --- | --------- | ----------------------- |
| 1               | Rhea Ripley      | Raw          | —              | Người chiến thắng | 1:01:07   | 7                       |
| 2               | Liv Morgan       | SmackDown    | 29             | Rhea Ripley | 1:01:07   | 3                       |
| 3               | Dana Brooke      | Raw          | 2              | Bayley, Dakota Kai, and Iyo Sky | 11:43     | 0                       |
| 4               | Emma             | SmackDown    | 3              | Dakota Kai | 10:12     | 0                       |
| 5               | Shayna Baszler   | SmackDown    | 6              | Bayley, Dakota Kai, and Iyo Sky | 13:28     | 0                       |
| 6               | Bayley           | Raw          | 13             | Liv Morgan | 27:09     | 5                       |
| 7               | B-Fab            | SmackDown    | 1              | Rhea Ripley | 00:36     | 0                       |
| 8               | Roxanne Perez    | NXT          | 4              | Bayley, Dakota Kai, and Iyo Sky | 04:34     | 0                       |
| 9               | Dakota Kai       | Raw          | 10             | Becky Lynch | 22:20     | 5                       |
| 10              | Iyo Sky          | Raw          | 11             | Becky Lynch | 20:49     | 5                       |
| 11              | Natalya          | SmackDown    | 5              | Bayley, Dakota Kai, and Iyo Sky | 03:08     | 0                       |
| 12              | Candice LeRae    | Raw          | 7              | Iyo Sky | 05:11     | 0                       |
| 13              | Zoey Stark       | NXT          | 16             | Sonya Deville | 26:34     | 0                       |
| 14              | Xia Li           | SmackDown    | 14             | Zelina Vega | 15:30     | 0                       |
| 15              | Becky Lynch      | Raw          | 12             | Bayley | 10:45     | 2                       |
| 16              | Tegan Nox        | SmackDown    | 8              | Asuka | 03:41     | 0                       |
| 17              | Asuka            | Raw          | 28             | Rhea Ripley | 33:15     | 3                       |
| 18              | Piper Niven      | Raw          | 25             | Raquel Rodriguez | 28:05     | 2                       |
| 19              | Tamina           | Raw          | 15             | Michelle McCool | 11:58     | 0                       |
| 20              | Chelsea Green    | Đô vật tự do | 9              | Rhea Ripley | 00:05     | 0                       |
| 21              | Zelina Vega      | SmackDown    | 17             | Lacey Evans | 11:30     | 1                       |
| 22              | Raquel Rodriguez | SmackDown    | 26             | Rhea Ripley | 20:40     | 3                       |
| 23              | Mia Yim          | Raw          | 24             | Piper Niven | 17:44     | 2                       |
| 24              | Lacey Evans      | SmackDown    | 20             | Raquel Rodriguez | 14:05     | 2                       |
| 25              | Michelle McCool  | Free agent   | 22             | Rhea Ripley | 13:53     | 2                       |
| 26              | Indi Hartwell    | NXT          | 18             | Sonya Deville | 04:51     | 0                       |
| 27              | Sonya Deville    | SmackDown    | 21             | Asuka | 10:17     | 3                       |
| 28              | Shotzi           | SmackDown    | 23             | Mia Yim | 08:39     | 1                       |
| 29              | Nikki Cross      | Raw          | 27             | Liv Morgan | 09:16     | 1                       |
| 30              | Nia Jax          | Đô vật tự do | 19             | Asuka, Lacey Evans, Liv Morgan, Mia Yim, Michelle McCool, Nikki Cross, Piper Niven, Raquel Rodiguez, Rhea Ripley, Shotzi, and Sonya Deville | 01:57     | 0                       |